# Zygnematales
Zygnematales é uma ordem de algas verdes, constituida por vários milhares de espécies em géneros conhecidos como Zygnema e Spirogyra. Todos os mebros deste grupo desenvolvem-se em filamentos não ramificados, de uma célula de largura, e que crescem em comprimento através de divisão celular normal. A maioria vive em água doce e formam um importante componente algal que cresce em ou junto a plantas, rochas e detritos diversos.
A reprodução sexual ocorre através do processo de conjugação. Os filamentos dadores e recetores alinham-se e formam-se tubos entre as células correspondentes. A célula dadora (não confundir com masculino e feminino pois estes seres não têm um órgão que definam isso)  torna-se então amebóide e atravessa o tubo (por vezes as duas células atravessam embora raro). As células encontram-se e sofrem fusão, formam um zigoto, que mais tarde sofre meiose e varias mitoses para produzir novos filamentos. Apenas os indivíduos recetores passam cloroplastos para a descendência, tal como acontece nas plantas superiores.
O outro único grupo de algas em cujos membros ocorre conjugação é a ordem Desmidiales. Estes, vivem em células individuais, apresentando formas simétricas. As duas ordens são próximas e por vezes os membros da ordem Desmidiales são colocados dentro da ordem Zygnematales, ou são ambas colocadas numa divisão própria, Gamophyta.
De outro modo, são colocadas dentro da divisão Charophyta, que inclui as algas mais proximamente relacionadas com as plantas superiores.